# Turpial endolat
El turpial endolat (Icterus abeillei) és un ocell de la família dels ictèrids (Icteridae).
Habita boscos de ribera, boscos de roures, horts i sabanes a les terres altes de Mèxic central, al centre de Durango, Zacatecas, estat de San Luis Potosí i sud de Nuevo León, cap al sud, a Michoacán, Morelos, Puebla i Veracruz.